# Ependymom
Ependymom je nádor mozku, který se vyskytuje na ependymu a je jedním z typů gliomů. U dětí se vyskytuje v intrakraniálním prostoru a u dospělých v míše. Nejčastěji je napadnuta 4. komora mozková (Ventriculus quartus), zřídka naopak pánevní dutina (cavitas pelvis). Ependymom může způsobit syringomyelii. Ependymom se alternativně nazývá jako neurofibromatóza typu II.

## Příznaky
Nejčastějším příznakem je bolest hlavy, zvracení, poruchy zraku, plantární reflex, sekundární ospalost a změna chůze.